# The Pills - Sempre meglio che lavorare
The Pills - Sempre meglio che lavorare è un film del 2016 scritto, diretto e interpretato dal trio romano The Pills, composto da Matteo Corradini, Luigi Di Capua e Luca Vecchi, al loro esordio sul grande schermo. Nel cast anche Giancarlo Esposito e Francesca Reggiani.

## Trama
Luca, Matteo e Luigi sono amici sin dalla più tenera età, ognuno di loro ha simili e opposti caratteri, ma in qualche modo sono molto legati. Il film si apre con loro bambini in una festa e tutti i piccoli attori hanno una barba disegnata, quasi a dire che l'unica cosa che è cambiata da allora è l'età. Qui ci vengono presentati i caratteri dei protagonisti, Luca è quello più maturo e il più incline ad accettare le responsabilità, ma comunque non si risparmia da fare uso di spinelli e tutti gli altri vizi, Luigi è il donnaiolo del gruppo e quello con il carattere più forte, mentre Matteo è l'anticonformista, colui che deve sempre dire la sua in ogni occasione. I tre si riuniscono ad un tavolo e con atteggiamento infantile parlano della vita e dei suoi problemi, e qui veniamo portati ai nostri giorni dove la situazione non è cambiata, sono sempre loro tre contro il mondo e soprattutto contro i doveri.
Luca propone di aprire un Bangla (un'attività gestita tipicamente da immigrati del Bangladesh), Luigi che più di tutti odia lavorare lo prende a schiaffi inveendo contro di lui. Mentre parlano Matteo riceve una chiamata da sua madre che lo avverte che suo padre sta avendo degli strani comportamenti e che lo vuole a cena da loro quella sera e quindi lascia i suoi amici. Il padre di Matteo sta avendo comportamenti strani, come fotografare la cena per mettere le foto su Instagram (cosa molto comune tra i più giovani), e questo gli fa pensare che stia attraversando una crisi di mezz'età. Intanto Luca, con la scusa di comprare una birra, entra in un alimentari gestito da immigrati del Bangladesh, e chiede di lavorare per loro, ma viene sbattuto fuori dal negozio. La sera dopo essere stati cacciati da una rivendita di kebab perché Luigi aveva chiesto di mangiare un'insalata, il gruppo si ritrova a vagare per la città e un ragazzo chiede a Luigi se può dargli una sigaretta dandogli del lei, a quel punto Luigi s'infuria e sta quasi per aggredire il ragazzo se non fosse per gli amici che lo calmano.
Luigi dopo quell'avvenimento cade in una prematura crisi di mezz'età (non ha neanche 30 anni) e inizia ad avere un arretramento mentale che lo porta ad allestire il garage come se fosse un ritrovo, a comprarsi un motorino e a frequentare ragazzi più giovani di lui, attirando le preoccupazioni degli amici.
Una sera mentre Matteo e Luca vanno ad una festa Luigi prende parte ad un'occupazione di un liceo, ma si sente fuori posto, e quindi si immagina di parlare con un suo vecchio amico del liceo, che gli dice che deve accettare il fatto di stare invecchiando, e che comunque lui continuerà ad avere successo con le donne, che poi era la preoccupazione maggiore. Poco dopo la polizia penetra nel liceo e Luigi viene accusato di aver organizzato l'occupazione e viene arrestato. Intanto al party, Matteo viene colpito sempre più frequentemente da attacchi di ansia perché pensa che il solo fumare erba e spassarsela con delle ragazze non sia adatto ad uno della sua età e quindi scappa, Luca invece incontra Giulia, una ragazza che aveva prima visto rubare dell'argenteria, e dopo una piccola conversazione avvenuta sul tetto della villa beve un sorso del suo drink corretto con dell'ecstasy, i due passano una bella serata assieme, finché lei non gli propone di andare a lavorare, Luca come prima reazione si rifiuta ma poi si lascia convincere, e passano il resto della notte a lavorare e a fare sesso.
Il mattino dopo Luca viene svegliato da Luigi che gli chiede di andarlo a prendere insieme a Matteo, che intanto ha parlato con suo padre che sta partendo per Berlino, su come sia difficile la vita e "accollarsi" le responsabilità non sia uno scherzo. Tornati a casa tutto ritorna alla normalità se non fosse che Luca e Giulia adesso ogni sera lavorano part time, come se fosse una specie di droga. Luca mentre cammina per la strada viene seguito da alcuni tizi che lo legano e lo imbavagliano, il boss dei "Bangla" gli dice di stare lontano e di non immischiarsi nei loro affari, altrimenti morirà. Però Luca gli risponde dicendogli che vuole solo lavorare per loro. Luca inizia l'addestramento per mimetizzarsi fra i "Bangla" in modo da poter diventare egli stesso un "Bangla". Luca rivela ai suoi amici di aver iniziato a lavorare e che ha intenzione di trasferirsi ma i suoi amici non sono d'accordo e cercano inutilmente di fermarlo, il che fa scattare in loro una voglia di responsabilizzarsi, Luigi inizia a cercare lavoro, mentre Matteo frequenta dei circoli per anziani. Ma durante il primo giorno di lavoro, Luigi incontra Giulia, ella lo avverte che Luca è andato a Milano e che ha bisogno di aiuto. Insieme a Matteo prendono il primo treno per Milano e si dirigono alla Bangla corp. e con uno stratagemma, più ironico che altro, riescono ad eludere la sicurezza ed arrivano all'ufficio di Luca che però sembra non riconoscerli, ma alla fine grazie a delle parole di Luigi e di Matteo, gli torna la memoria, e dopo un fittizio scontro a fuoco con l'ex capo di Luca, tornano a Roma, ma non riescono a dormire. Si ritrovano quindi tutti e tre in cucina, Luca beve il caffè, Luigi fuma una sigaretta, e Matteo inizia una conversazione, mentre la scena si colora in bianco e nero, come i loro video tipici su YouTube.

## Distribuzione
Il trio ha presentato ufficialmente la pellicola all'edizione del 2015 del Lucca Comics and Games, dove è stata mostrata una clip del film; nello stesso anno è stato portato a I 400 Corti Film Fest. Un teaser trailer del film, comprendente una scena con l'attore Giancarlo Esposito, è stato pubblicato il 2 novembre 2015 mentre un secondo teaser, interpretato da Gianni Morandi, è stato distribuito il 9 dicembre. Il trailer ufficiale è stato invece pubblicato da Medusa l'8 gennaio 2016. Il film è stato distribuito nelle sale italiane il 21 gennaio 2016.

## Curiosità
- I brani presenti nel film fanno parte della scena indie pop romana. In particolare è presente Promiscuità dei Thegiornalisti, Gaetano di Calcutta e Questo nostro grande amore de I Cani.
- Il padre di Matteo, vero padre dell'attore, nell'annunciare al figlio la sua partenza per Berlino, fa una citazione di un brano de I Cani, Come Vera Nabokov.